# Place Paul-Émile-Victor
La place Paul-Émile-Victor est une place du quartier des Champs-Élysées du 8e arrondissement de Paris.

## Situation et accès
Cette place est située à l’intersection de la rue François-Ier, de la rue Quentin-Bauchart, de la rue Christophe-Colomb et de l’avenue George-V.

## Origine du nom
Cette place rend hommage à Paul-Émile Victor (Genève, 1907 – Bora Bora, 1995), ethnologue et explorateur polaire.

## Historique
Cette voie publique a d’abord porté le nom de « place Jean-Henry-Dunant » de 1963 à 1987, puis de « place Henry-Dunant » de 1987 à 2008,, noms qui ont été attribués en honneur de Henry Dunant, fondateur de la Croix-Rouge. Le siège de la Croix-Rouge était situé au 1, place Henry-Dunant, et le souhait de l'institution était de faire suivre le nom de la place dans le 14e arrondissement de Paris à l'occasion de son déménagement en 2007.
Le décret municipal du 7 décembre 2007 a donné le nom d'allée Henry-Dunant à une voie privée en impasse du 14e arrondissement. 
L’arrêté municipal du 22 février 2008 a renommé la place Henry-Dunant en « place Paul-Émile-Victor ».